# 松津旺楚克

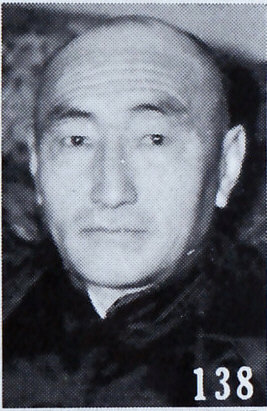
《最新支那要人传》的照片

松津旺楚克（1885年—1948年2月19日），又译松濟克旺朝克，博尔济吉特氏，人稱松王，錫林郭勒盟浩齊特左翼旗人，色隆托济勒之弟。中华民国大陆时期内蒙古政治人物，末任扎萨克多罗额尔德尼郡王。

## 生平

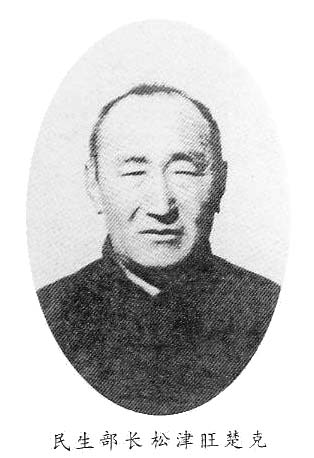
蒙疆政府官方照片

原为喇嘛，因其兄色隆托济勒在1915年后留在喀尔喀，东浩齐特旗官员将他还俗。1916年（民国5年）6月29日，他接任浩齐特左翼旗札薩克，被封為郡王。1936年（民国25年），他任察哈爾省政府委員。
1937年（民国26年）10月，蒙古聯盟自治政府成立，他任参議会参議。翌年3月，他任錫林郭勒盟副盟長。1939年（民国28年）9月，蒙疆聯合自治政府成立，他任民政部部長。1941年（民国30年）6月，廢止民政部，他改任新設的興蒙委員会委員長。同年，取代林沁旺都特任錫林郭勒盟盟長，直至1945年8月蘇蒙聯軍攻入錫盟。
蒙疆聯合自治政府倒臺後，1946年，他被内蒙古自治运动联合会任命為錫林郭勒盟民主政府盟長。1947年5月2日，他被剛剛成立的内蒙古自治政府任命為参事厅长。1948年2月19日，内蒙古自治政府参事厅厅长松津旺楚克在乌兰浩特市病逝，享年63岁。

### 文献
- 劉寿林等編. . 中華書局. 1995. ISBN 7-101-01320-1.
- . 朝日新聞社. 1941. ISBN 7-101-01320-1.

| 前任：（創設） | 民政部長1939年9月 - 1941年6月 | 繼任：（廢止） |

| 前任：（創設） | 興蒙委員会委員長1941年6月 - 1945年8月 | 繼任：（廢止） |